# Mónaco en los Juegos Olímpicos de Turín 2006
Mónaco estuvo representado en los Juegos Olímpicos de Turín 2006 por cuatro deportistas, tres hombres y una mujer, que compitieron en dos deportes.
El portador de la bandera en la ceremonia de apertura fue el piloto de bobsleigh Patrice Servelle. El equipo olímpico monegasco no obtuvo ninguna medalla en estos Juegos.